# Zick Zack
Zick Zack var ett svenskt TV-program som sändes på Kanal 1 i SVT 1988–1989. Programledare var Tommy Engstrand, Bengt Bedrup, Pa Neumüller och Monica Dominique.
Zick Zack var delvis tänkt som uppföljare till den tidigare succén Razzel. I Zick Zack hade man precis som i Razzel direktsänd Lotto-dragning, med samma maskin som tidigare hade använts i Razzel. I programmet var det många tävlingar av olika slag som tittarna kunde delta i och det fanns möjligheter att vinna mycket pengar.
Programmet vållade redan från början stor skandal. Det började med att Lotto-dragningen inte fungerade tillfredsställande. Snart kom också hård kritik mot programmets innehåll. Redan efter några få avsnitt hoppade Bengt Bedrup och Monica Dominique av från programmet, så Tommy Engstrand och Pa Neumüller fick leda det ensamma.
SVT lade ner programmet långt innan det var tänkt till följd av ett utslag i Radionämnden som prickade programmet för att otillbörligt ha gynnat dåvarande Tipstjänst. Sista programmet sändes den 4 februari 1989 utan direktsänd Lotto- och Jokerdragning. Tommy Engstrand avslutade sista programmet med att kasta ut bollar av den typ som användes till maskinen för Lotto-dragningen och säga: "Zick Zack är nu slut, en del är glada för det."